# Сухи, Иржи
Иржи Сухи (чеш. Jiří Suchý; 1 октября 1931, Пльзень, Чехословакия) — чешский и чехословацкий актёр театра и кино, драматург, сценарист, театральный режиссёр, писатель, поэт, композитор, музыкант, художник, дизайнер. Один из создателей пражских театров «Na zábradlí» («На поручнях») и «Semafor»
Почётный доктор Академии музыки имени Яначека.

## Биография
С 1936 года живет в Праге. В кино дебютировал в 1944 году. В 1947 году начал работать в качестве графического дизайнера в студии рекламы Creation.
Вместе с женой Властой исполнял песни. С успехом выступал на эстраде в дуэтах со многими певцами, в том числе, с Вальдема́ром Мату́шкой.
Ему принадлежит идея создания первых частных радиопрограмм в Чехословакии.
В 1950-е годы посвятил себя, главным образом, театру. Играл на сценах, основанных при его участии пражских театров «Na zábradlí» («На поручнях») и «Semafor».
В 2006 году женился на девушке, моложе его на 45 лет, работавшей гардеробщицей в театра «Semafor» («Семафор»). После 6 лет брака — развёлся с ней.
Сейчас Иржи Сухи — владелец театра «Semafor» («Семафор») в Праге, основанного в 1959 году, где он выступал на протяжении многих лет.

## Избранные роли в кино
- 1944 — Суббота / Sobota — эпизод
- 1957 — Легкая жизнь / Snadný zivot — студент с контрабасом
- 1963 — Конкурс (1963) / Konkurs
- 1963 — Нас было десять / Bylo nás deset — Стефан Медвед, солдат
- 1964 — Если бы тысяча кларнетов / Kdyby tisíc klarinetů — десантник № 1
- 1964 — Золотой зуб / Zlatý zub
- 1965 — Hallo Satchmo (короткометражный)
- 1965 — Бенефис С + Ч (ТВ) / Benefice S + Š
- 1966 — Хорошо оплаченная прогулка (ТВ) / Dobre placená procházka — почтальон
- 1968 — Преступление в кафе-шантане / Zlocin v santánu — Пепичек
- 1981 — Беги, официант, беги! / Vrchní, prchni!
- 1982 — Отель Полан и его постояльцы (сериал) / Hotel Polan und seine Gäste — Саша
- 1986 — Jonáš a Melicharová
- 1986 — Печаль неразумных девушек / Smutek bláznivých panen
- 1988 — Jonáš II. aneb jak je důležité míti Melicharovou
- 1994 — Урок Фауста / Faust
- 1999—2005 — Noc s Andelem (сериал)
- 2008—2012 — Журнал о топ-звездах (сериал) / Top star magazín
- 2009 — Хорошо оплаченная прогулка / Dobre placená procházka — почтальон
- 2014 — Stopy zivota (сериал) — Карлик

## Сценарист
- 1962 — Člověk z půdy
- 1964 — Если бы тысяча кларнетов / Kdyby tisíc klarinetů
- 1964 — Золотой зуб / Zlatý zub
- 1965 — Бенефис С + С (ТВ) / Benefice S + S
- 1966 — Хорошо оплаченная прогулка (ТВ) / Dobre placená procházka (пьеса)
- 1968 — Преступление в кафе-шантане / Zlocin v santánu
- 1970 — Невеста / Nevesta
- 1972 — O statečné Kačence aneb Krčma hrůzy
- 1992 — Perplexmagazín 2
- 2009 — Хорошо оплаченная прогулка / Dobre placená procházka (пьеса)

## Режиссёр
- 1970 — Невеста / Nevesta

## Композитор
- 1958 — Štastie príde v nedeli (песни)
- 1959 — Hlavní výhra (песни)
- 1959 — Zkouška pokračuje (песни)
- 1960 — Rychlík do Ostravy (песни)
- 1960 — Žalobníci (тексты и музыка песен)
- 1963 — Нас было десять / Bylo nás deset (песни)
- 1963 — Конкурс (1963) / Konkurs (песни)
- 1963 — Начать все заново / Začít znova (песни)
- 1966 — Sedmikrásky (песни)
- 1968 — То, что я никогда не пойму / Co nikdy nepochopím (песни)
- 1982 — Малиновый коктейль / Malinový koktejl (песни)
- 1983 — О дивном кузнеце / O statečném kováři (песни)
- 1991 — Kučírek versus Kučírek (песни)
- 1991 — Бабочка на антенне / Motýl na anténě (песни)
- 2001 — Повстанцы / Rebelové (песни)
- 2001 — ELFilm (музыка к фильму)

## Избранная библиография
- Klokočí (1964)
- Začalo to Redutou (1964)
- Motýl (1965)
- Sto povídek aneb nesplněný plán (1966)
- Vyvěste fangle (1968)
- Pro kočku (1968)
- Písničky (1969)
- Med ve vlasech (1970)
- Růže růžová (1971)
- Orchestrion z ráje I. (1981)
- Orchestrion z ráje II. (1982)
- Malý lexikon pro zamilované (1982)
- Dr. Johann Faust (1985)
- Knížka aneb Co mne jen tak napadlo (1986)
- Kolik očí má den (1987)
- Nevesta predaná Kubovi (1987)
- Trocha poezie (1989)
- Větší lexikon pro zamilované (1990)
- Podoby podivuhodného muže (1990)
- Semafor ve stávce (1990)
- Knížka Další (1991)
- Vzpomínání (1991)
- Proč mají v zoologické zahradě klokana (1991)
- Jen pro pány (1994)
- Třicet pět let Semaforu (1994)
- Život není obnošená vesta (1995)
- Ty, co už neznáte (1997)
- Tak nějak to bylo (1998)
- 3. knížka (1999)
- No jo, ale… (1999)
- Inventura (2000)
- Černá vzducholoď (2001, 2014)
- Kaluž (2007)

## Избранная дискография
- Jiří Suchý — Písničky (1964)
- Zuzana není pro nikoho doma (1965)
- Plná hrst písniček / Hraj hraj hraj (1965)
- Kdyby tisíc klarinetů (1965)
- Divadla malých forem (1965)
- Dobře placená procházka (1965)
- Vánoční pohlednice (1967)
- Zločin v šantánu (1967)
- Toulaví zpěváci (1969)
- Blázen a dítě (1999)
- Mé srdce je Zimmer frei (2000, CD)
- Po babičce klokočí (2002, CD)
- Jiří Suchý & The Hottentots Orchestra (2003, CD)
- Jiří Suchý — Portréty českých hvězd (2004, CD)
- Almanach 2004—2005 (2005, CD)
- Almanach 2005—2006 (2006, CD)

## Награды
- орден Томаша Гаррига Масарика  I степени (2013)
- медаль «За заслуги» (Чехия) II степени (1995)